# Tersilochus fenestralis
Tersilochus fenestralis là một loài tò vò trong họ Ichneumonidae.